# Lasioglossum atasum
Lasioglossum atasum är en biart som först beskrevs av Blüthgen 1928.  Lasioglossum atasum ingår i släktet smalbin, och familjen vägbin. Inga underarter finns listade i Catalogue of Life.